# پسر خلیج
پسر خلیج (به انگلیسی: The Bay Boy) یک فیلم کانادایی با بازی کیفر ساترلند و محصول سال ۱۹۸۴ می‌باشد. 